# Kurushima Michifusa
En aquest nom japonès, el cognom és Kurushima.
Kurushima Michifusa (来岛通総, 1562-1597), també conegut com a Madasi, va ser un almirall japonès durant el període Azuchi-Momoyama de la història del Japó sota el comandament de Toyotomi Hideyoshi.
Michifusa va ser el quart fill de Kurushima Michiyasu (来岛通康). Va participar durant les invasions japoneses a Corea i va ser assassinat durant la batalla de Myeongnyang per les forces de Yi Sun Shin.